# Sachsen-Weimar-Eisenach

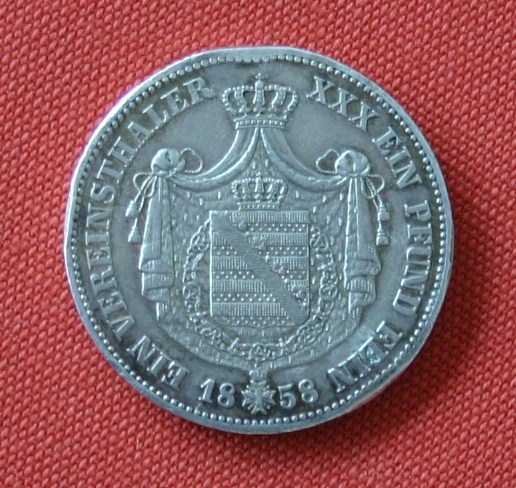
Revers eines Vereinsthalers Großherzogs Carl Alexander, 1858

Sachsen-Weimar-Eisenach war ein ernestinisches Herzogtum im heutigen Thüringen und ein Territorium des Heiligen Römischen Reiches. Es entstand 1741 als Personalunion, als das Herzogtum Sachsen-Eisenach an das Haus Sachsen-Weimar fiel. 1809 wurden Sachsen-Eisenach und Sachsen-Weimar unter Herzog Carl August von Sachsen-Weimar-Eisenach per Verfassung auch staatsrechtlich (Realunion) zum Herzogtum Sachsen-Weimar-Eisenach vereinigt. Die Hauptstadt war Weimar.
Auf dem Wiener Kongress erlangte das Herzogtum 1815 den Status eines Großherzogtums. Es wurde 1867 Bundesstaat des Norddeutschen Bundes und ab 1871 des Deutschen Reichs; ab 1903 bezeichnete es sich als Großherzogtum Sachsen.

## Geographie
Das Großherzogtum Sachsen-Weimar-Eisenach zerfiel in drei große Gebietsteile, die die damaligen Kreise bildeten, sowie einige Exklaven. Angrenzende Staaten waren Preußen, Sachsen, Bayern, Hessen-Kassel (bis 1866, danach preußische Provinz Hessen-Nassau) und alle thüringischen Staaten (drei sächsische Herzogtümer sowie beide Reuß und beide Schwarzburg).
Der Weimarer Kreis war im Norden flach und lag im Thüringer Becken, der südliche und der östliche Kreisteil lagen auf der Ilm-Saale-Platte und im Saaletal. Der Eisenacher Kreis war im Norden hügelig (Hörselberge und Hainich), darauf folgte das Hörseltal mit der Stadt Eisenach, südlich dann der Thüringer Wald, dahinter das Tal der Werra, die Kuppenrhön und schließlich ganz im Süden die Rhön. Der Neustädter Kreis liegt im Hügelland mit Höhen zwischen 200 und 400 Metern.
Die wichtigsten Flüsse im Staatsgebiet waren die Saale durch Jena im Osten, die Werra durch Vacha und an Eisenach vorbei mit ihren Nebenflüssen Felda und Ulster im Westen, die Unstrut in den Enklaven Allstedt und Oldisleben im Norden, die Weiße Elster durch Berga/Elster im äußersten Osten und schließlich die Ilm durch Ilmenau und die Hauptstadt Weimar sowie Apolda in der Mitte. Nach ihr nannte der in Sachsen-Weimar-Eisenach als Minister tätige Goethe Weimar auch das „Ilm-Athen“.
Die höchsten Erhebungen im Lande waren der Kickelhahn bei Ilmenau (861 Meter ü. NN.), der Ellenbogen in der Rhön (814 Meter ü. NN.), der Ettersberg bei Weimar (477 Meter ü. NN.).
Die drei historischen Hauptteile des Großherzogtums wurden als Weimarer, Eisenacher und Neustädter Kreis bezeichnet. Für die Zwecke der allgemeinen Verwaltung wurden fünf Verwaltungsbezirke eingerichtet:
| Kreis            | Verwaltungs- bezirk | Verwaltungs- bezirk | Fläche in km² | Einwohner (1871) | Einwohner (1910) | Städte                                                                                                  | Exklaven                                         |
| ---------------- | ------------------- | ------------------- | ------------- | ---------------- | ---------------- | --- | ------------------------------------------------ |
| Weimarer Kreis   | I.                  | Weimar              | 971,6         | 76.497           | 111.694          | Bad Berka, Blankenhain, Buttelstedt, Ilmenau, Kranichfeld, Magdala, Neumark, Remda, Tannroda und Weimar | Bösleben und Ilmenau                             |
| Weimarer Kreis   | II.                 | Apolda              | 796,3         | 74.882           | 125.138          | Allstedt, Apolda, Bad Sulza, Bürgel, Buttstädt, Dornburg, Jena, Lobeda und Rastenberg                   | Allstedt, Klein Kröbitz und Oldisleben           |
| Eisenacher Kreis | III.                | Eisenach            | 570,9         | 48.461           | 77.112           | Berka/Werra, Creuzburg, Eisenach und Ruhla                                                              | Seebach                                          |
| Eisenacher Kreis | IV.                 | Dermbach            | 642,5         | 35.837           | 42.459           | Geisa, Kaltennordheim, Ostheim vor der Rhön, Stadtlengsfeld und Vacha                                   | Ostheim vor der Rhön und Zillbach                |
| Neustädter Kreis | V.                  | Neustadt            | 628,7         | 50.506           | 60.746           | Auma, Berga/Elster, Münchenbernsdorf, Neustadt an der Orla, Triptis und Weida                           | Förthen, Rußdorf, Teichwolframsdorf und Thränitz |

Insgesamt lagen 31 Städte und 594 Gemeinden im Großherzogtum. Die Großherzöge von Sachsen-Weimar-Eisenach verliehen drei Orten im Staat die Stadtrechte neu, nämlich Berka/Werra (Eisenacher Kreis, 1847), Ruhla (Eisenacher Kreis, 1896, gemeinsam mit dem Gothaer Herzog) und Münchenbernsdorf (Neustädter Kreis, 1904).
Im Jahr 1840 hatten 13 Orte (alle mit Stadtrecht) über 2 000 Einwohner. In den 1870er-Jahren der Industrialisierung bis 1910 gestaltete sich die Bevölkerungsentwicklung der größten Orte in Sachsen-Weimar-Eisenach unterschiedlich. Die sieben größten Städte wuchsen zu Industriestädten heran, während die mittleren Landstädte durch Abwanderung teilweise sogar Bevölkerung verloren. Besonders drastisch sank die Bevölkerung Stadtlengsfelds, da nach der jüdischen Emanzipation die große jüdische Gemeinde Stadtlengsfelds in größere Städte abwanderte.
| Stadt                | Einwohner 1. Dez. 1840 |
| -------------------- | ---------------------- |
| Weimar               | 11 444                 |
| Eisenach             | 9 377                  |
| Jena                 | 5 949                  |
| Neustadt an der Orla | 4 154                  |
| Apolda               | 4 128                  |
| Weida                | 3 756                  |
| Ilmenau              | 2 721                  |
| Allstedt             | 2 507                  |
| Ostheim vor der Rhön | 2 497                  |
| Stadtlengsfeld       | 2 239                  |
| Vacha                | 2 239                  |
| Buttstädt            | 2 164                  |
| Creuzburg            | 2 103                  |

| Stadt                | Einwohner 1. Dez. 1910 | Veränderung seit 1840 |
| -------------------- | ---------------------- | --------------------- |
| Jena                 | 38 487                 | + 547 %               |
| Eisenach             | 38 362                 | + 309 %               |
| Weimar               | 34 582                 | + 202 %               |
| Apolda               | 22 610                 | + 448 %               |
| Ilmenau              | 12 202                 | + 348 %               |
| Weida                | 9 036                  | + 141 %               |
| Neustadt an der Orla | 7 095                  | + 71 %                |
| Allstedt             | 3 353                  | + 34 %                |
| Buttstädt            | 2 843                  | + 32 %                |
| Ostheim vor der Rhön | 2 277                  | – 9 %                 |
| Vacha                | 2 240                  | 0 %                   |
| Creuzburg            | 2 062                  | – 2 %                 |
| Stadtlengsfeld       | 1 593                  | – 29 %                |

Außerdem lagen 1910 im Vergleich zu 1840 folgende Orte über der Marke von 2 000 Einwohnern: Stadt Ruhla (nur weimarischer Anteil: 3 917 – 1 533; +156 %), Stadt Blankenhain (3 405 – 1 689; +102 %), Stadt Bad Sulza (3 052 – 1 422; +115 %), Stadt Auma (2 978 – 1 701; +75 %), Stadt Triptis (2 948 – 1 480; +99 %), Gemeinde Tiefenort (2 539 – 1 237; +105 %), Stadt Bad Berka (2 379 – 1 228; +94 %), Stadt Münchenbernsdorf (2 264 – 1 383; +64 %), Gemeinde Oberweimar (2 095 – 621; +237 %), Gemeinde Oldisleben (2 064 – 1 332; +55 %) und Gemeinde Mihla (2 008 – 1 294; +55 %).

## Geschichte

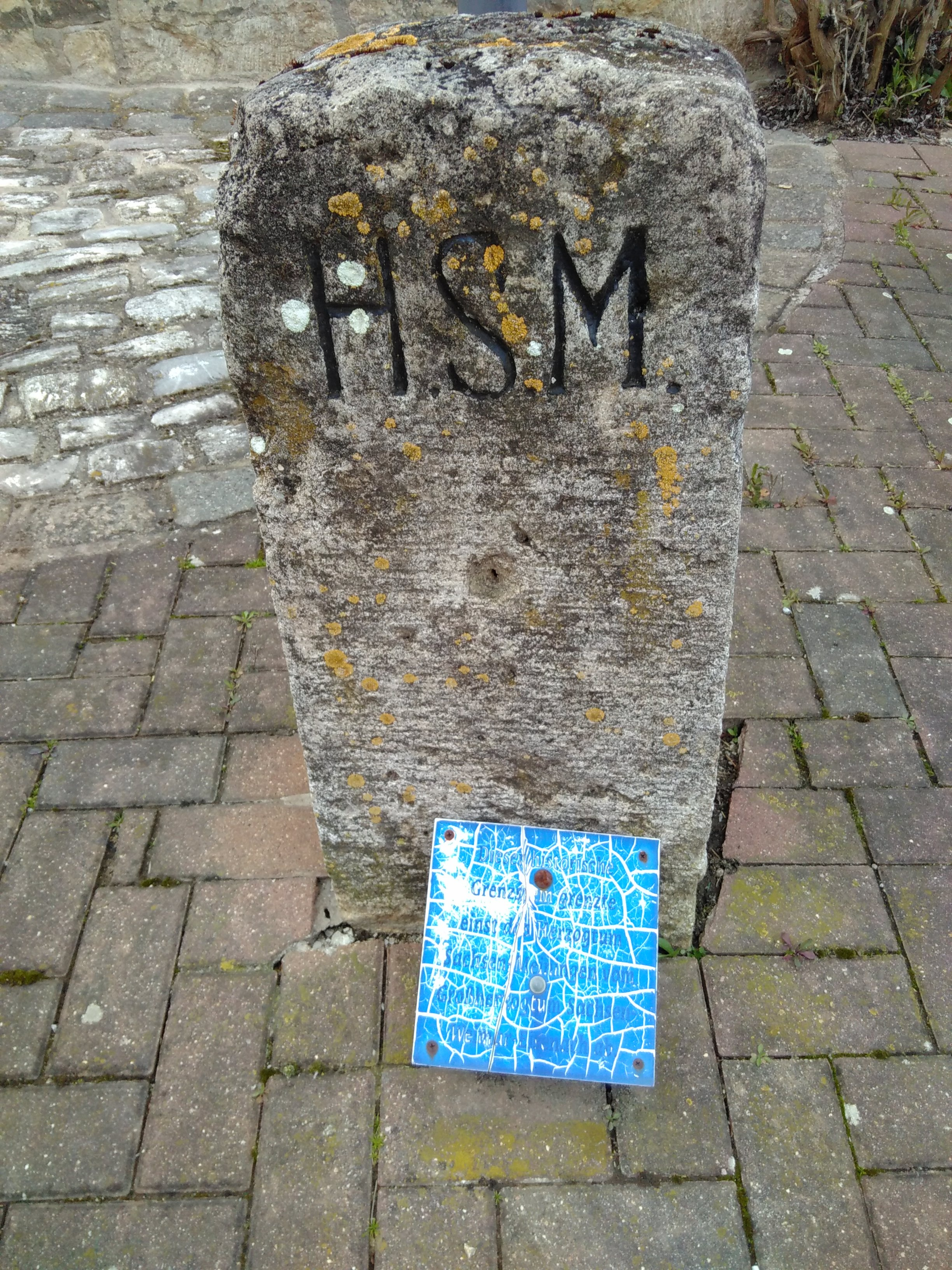
Grenzstein zwischen dem Herzogtum Sachsen-Meiningen (= „H.S.M.“) und dem Großherzogtum Sachsen-Weimar-Eisenach in Großheringen.

Dem seit 1572 bestehenden Herzogtum Sachsen-Weimar fiel 1741 das Herzogtum Sachsen-Eisenach zu, da die Linie mit dem Tod Herzog Wilhelm Heinrichs erlosch.
Erster Herzog des vereinten Landes Sachsen-Weimar-Eisenach war Ernst August I., der Bauherr des Schlosses Belvedere bei Weimar. Sein Sohn Ernst August Konstantin regierte nur drei Jahre und starb 1758 im Alter von 20 Jahren. Am 16. März 1756 hatte er die zwei Jahre jüngere braunschweigische Prinzessin Anna Amalia, eine Nichte des preußischen Königs Friedrichs II., geheiratet. Sie gebar ein Jahr später ihren Sohn Carl August und nach einem weiteren Jahr, schon als Witwe, den Sohn Konstantin.
Als Herzogin-Mutter übernahm Anna Amalia mit Zustimmung der Kaiserin Maria Theresia und der Unterstützung ihres integren Ministers Freiherr von Fritsch tatkräftig die Regentschaft des Landes Sachsen-Weimar und Eisenach. Als Prinzenerzieher gewann sie den Dichter Christoph Martin Wieland, damals Professor an der Erfurter Universität.
Mit 18 Jahren volljährig, heiratete Carl August die hessische Prinzessin Luise und rief den Dichter Johann Wolfgang Goethe, mit dem ihn bald eine tiefe Freundschaft verband, an seinen Hof. Goethe sorgte für die Berufung Johann Gottfried Herders und Friedrich Schillers. So wuchs, im Hintergrund von Anna Amalia gefördert, der Kreis der Weimarer Klassik, deren Erbe zu hüten sich die folgenden Regenten zur Aufgabe machten.
Die Hochzeit des Erbprinzen Carl Friedrich mit der russischen Großfürstin Maria Pawlowna 1804 brachte dem Land den Schutz des russischen Zaren Alexanders I., den es in den Wirren der napoleonischen Kriege brauchte. Dem Einfluss Alexanders verdankte Carl August auf dem Wiener Kongress 1815 die Erhebung zum Großherzog und mit 1 700 km² eine umfangreiche Vergrößerung und Abrundung seines Landes. Das Herzogtum erhielt Teile des Kreises Neustadt a. d. Orla (629 km² Fläche), große Teile der Kurmainzer Exklave Erfurt und weitere kleine Herrschaften wie zum Beispiel Blankenhain und Kranichfeld. In der Rhön wurde das Eisenacher Oberland geschaffen; dieses bestand aus angrenzenden ehemaligen Gebietsteilen von Hessen-Kassel und des zuvor säkularisierten Hochstifts Fulda. National gesinnt und weltoffen zugleich gab der Fürst seinem Land als erstem in Deutschland am 5. Mai 1816 eine liberale, sog. landständische Verfassung. Die in der Urburschenschaft organisierten Studenten der Universität Jena feierten im Oktober 1817 auf der Wartburg das Wartburgfest.
Maria Pawlowna, seit 1828 Großherzogin, leitete das silberne Zeitalter Weimars ein, das mit Namen wie Franz Liszt und Peter Cornelius vor allem der Musik galt. Ihr kunstsinniger Sohn Carl Alexander wirkte im gleichen Sinn. Verheiratet mit seiner Cousine Sophie, die seine Pläne unterstützte, ließ er die verfallende Wartburg im damals üblichen Stil eines romantischen Historismus neu aufbauen und von Moritz von Schwind ausmalen. Die Gründung der Kunstgewerbeschule Weimar, die 1919 im Bauhaus aufging, wurde von ihm, wenn auch halbherzig, gefördert.
Auf Carl Alexander folgte 1901 sein Enkel Wilhelm Ernst, verheiratet in erster Ehe mit Karoline von Reuß Ältere Linie und in zweiter mit Feodora von Sachsen-Meiningen. Am 9. November 1918 verzichtete er auf den Thron. Damit endete die Monarchie im Großherzogtum Sachsen. Es wurde zum Freistaat Sachsen-Weimar-Eisenach und ging 1920 im neugegründeten Land Thüringen mit Weimar als Landeshauptstadt auf.

## Religion
Im Großherzogtum Sachsen-Weimar-Eisenach war wie in allen thüringischen Staaten das evangelisch-lutherische Bekenntnis vorherrschend. Im Einzelnen waren von 339 217 Einwohnern (1895):
- Evangelisch: 325 315 (95,9 %)
- Katholisch: 12 112 (3,6 %)
- Jüdisch: 1 290 (0,4 %)
- Sonstige/Konfessionslos: 500 (0,1 %)

Im Kreis Eisenach waren die Religionen etwas anders gewichtet, dort waren von 95 226 Einwohnern (1895):
- Evangelisch: 85 319 (89,6 %)
- Katholisch: 8 809 (9,3 %)
- Jüdisch: 979 (1,0 %)
- Sonstige/Konfessionslos: 119 (0,1 %)

Die katholischen und jüdischen Minderheiten im Kreis Eisenach lebten vor allem in der Rhön, das Gebiet um die Kleinstadt Geisa war mehrheitlich katholisch und gehörte dem Bistum Fulda an.

## Strukturen

### Verfassung
Nach Karl Heinrich Pölitz hatte das Herzogtum Sachsen-Weimar bis zur Auflösung des Alten Reiches (1806) eine ständische Verfassung, die aus dem ausgehenden Mittelalter stammte. Ab 1809 wurden dem Land nacheinander folgende Verfassungen gegeben:
- Constitution der vereinigten Landschaft der herzoglich Weimar- und Eisenachischen Lande, mit Einschluß der Jenaischen Landesportion, jedoch mit Ausschluß des Amtes Ilmenau. Vom 20. September 1809[6][7]

- Grundgesetz über die landständische Verfassung des Grosherzogthums Sachsen-Weimar-Eisenach. Vom 5. Mai 1816[8][9]

- Revidirtes Grundgesetz über die Verfassung des Großherzogthumes Sachsen-Weimar-Eisenach vom 5. Mai 1816. Vom 15. Oktober 1850[10]

Eingeteilt war das Land in die fünf Verwaltungsbezirke Weimar, Apolda, Eisenach, Dermbach und Neustadt a. d. Orla.

### Wahlrecht
Nach dem Landtagswahlgesetz von 1852 bestand der Landtag aus 31 Abgeordneten, von denen allerdings nur 21 aus allgemeinen Wahlen hervorgingen. Ein Abgeordneter wurde von der begüterten ehemaligen Reichsritterschaft, vier Abgeordnete von den Großgrundbesitzern und fünf Abgeordnete von denjenigen „Staatsunterthanen, welche aus anderen Quellen als dem Grundbesitze ein jährliches Einkommen von wenigstens eintausend Thaler beziehen“, gewählt. Deren Wahlmänner wurden im Volksmund „Tausendtalermänner“ genannt. Nach dem Wahlgesetz vom 17. April 1896 bestand der Landtag aus 33 Mitgliedern. Im Bundesrat hatte das Land eine Stimme, im Reichstag drei Abgeordnete.
Im Jahre 1909 wurde unter der Federführung des nachmaligen Landtagspräsidenten Alfred Appelius nach dem Grundsatz des allgemeinen gleichen Wahlrechtes das direkte Wahlrecht eingeführt. Danach wurden 23 Abgeordnete direkt gewählt. Weiterhin blieb es bei dem bisherigen Sonderwahlrecht für die Großgrundbesitzer einerseits und für die sogenannten Tausendtalermänner, die aus inländischem Grundbesitz bzw. aus anderen Quellen ein jährliches Einkommen von wenigstens 3.000 Mark zu versteuern hatten, andererseits. Diese beiden Gruppen hatten jeweils fünf Abgeordnete in den Landtag zu senden. Weitere fünf Abgeordnete bestanden aus jeweils einem Vertreter der Universität Jena, der Handelskammer, der Handwerkskammer, der Landwirtschaftskammer und der Arbeitskammer, so dass der Landtag aus insgesamt 38 Abgeordneten bestand.

### Wappen

Wappen des Großherzogtums Sachsen-Weimar-Eisenach

Blasonierung: Das Wappen bestand aus einem quadrierten Hauptschild, wobei die unteren Felder jeweils einmal gespalten waren, mit Mittelschild auf dem Kreuzungspunkt des ersten, zweiten, vierten und fünften Feldes. In den Feldern:
- Herzschild: Neunmal von Schwarz und Gold geteilt. (Stammwappen der Wettiner, Ernestinische Linie und Kleines Staatswappen von Sachsen-Weimar-Eisenach)
- Feld 1: In Blau ein siebenmal von Silber und Rot geteilter linksgewendeter Löwe mit goldener Krone. (Landgrafschaft Thüringen)
- Feld 2: In Gold ein schwarzer Löwe. (Markgrafschaft Meißen)
- Feld 3: In Gold auf grünem Dreiberg ein schwarzer Hahn mit rotem Kamm. (Gefürstete Grafschaft Henneberg)
- Feld 4: Von Silber und Rot gespalten mit je einem schrägen Balken in wechselnden Tinkturen. (Herren von Lobdeburg (Lobeda) für das Amt Arnshaugk und damit den ehemals kursächsischen, dann 1815 von Preußen an Sachsen-Weimar-Eisenach abgetretenen Landesteil Neustädtischer Kreis)
- Feld 5: In Silber ein schwarzer Löwe mit einem goldenen schrägen Balken. (Herrschaft Blankenhain)
- Feld 6: Der Schild neunmal von Blau und Silber schräglinks geteilt. (Schenk von Vargula für das Amt Tautenburg)

Die Landesfarben waren bis 1897 Schwarz-Grün-Gold und danach Schwarz-Gold-Grün.

### Währung und Postregal
Das Großherzogtum trat 1838 dem Dresdner Münzvertrag bei. Zwei Taler im preußischen 14-Taler-Münzfuß entsprachen nun 3 1⁄2 süddeutschen Gulden im 24 1⁄2-Gulden-Fuß, was als gemeinsame Vereinsmünze der „contrahierenden Staaten“ gelten sollte. Diese Vereinsmünze zu „2 Taler = 3 1⁄2 Gulden“ war in jedem Zollvereins-Land gesetzlich gültig – unabhängig davon, wer der jeweilige Emittent der Vereinsmünze war. Sachsen-Weimar-Eisenach prägte eigene Münzen im 19. und frühen 20. Jahrhundert:
- zunächst 1 Reichstaler zu 24 Groschen zu 288 Pfennigen,
- ab 1838 1 Taler zu 30 Silbergroschen zu 360 Pfennigen,
- 1892–1915 in Reichswährung (Mark).

Münzstätten bestanden in Eisenach bis 1830, danach in Berlin.
Die Thurn-und-Taxis-Post sicherte sich durch einen am 8. Dezember 1816 mit Großherzog Carl August geschlossenen Vertrag das Postregal für das Großherzogtum Sachsen-Weimar-Eisenach. Schon äußerlich war die gemeinsame Verwaltung am Namen, an den Postwappen und an den Uniformen, die sich durch verschiedene Kragenfarben unterschieden, zu erkennen. So lautete der Name der Postanstalt: „Großherzoglich Sachsen-Weimar-Eisenach'sche, Fürstlich Thurn und Taxis’sche Lehenspostexpedition“. Das Postwappen vereinte demzufolge beide Wappen, unten das großherzogliche, darüber das fürstlich Thurn und Taxissche. Von 1852 bis 1866 gab die Thurn-und-Taxis-Post eigene Briefmarken in zwei verschiedenen Währungen aus. Sachsen-Weimar-Eisenach gehörte zum Nördlichen Bezirk mit Groschenwährung. In den weimarischen Exklaven Allstedt und Oldisleben bestanden königlich-preußische Postämter. Ab 1867 ging das Postregal an Preußen über.

### Gerichtswesen
Die Gerichtsbarkeit oblag dem allen thüringischen Staaten gemeinsamen Oberlandesgericht in Jena. Es umfasste die vier sachsen-ernestinischen Staaten, das Fürstentum Schwarzburg-Rudolstadt und die beiden reußischen Fürstentümer sowie die preußischen Kreise Schmalkalden, Schleusingen und Ziegenrück. Landgerichte bestanden in Weimar,
Eisenach und Gera, letzteres gemeinschaftlich mit Reuß jüngere Linie.
- Landgericht Weimar (für Sachsen-Weimar) mit den acht Amtsgerichten Blankenhain, Großrudestedt, Vieselbach, Weimar (für I. Bezirk); Allstedt, Apolda, Buttstädt, Jena (für II. Bezirk),
- Landgericht Eisenach (für Sachsen-Eisenach) mit den acht Amtsgerichten Eisenach, Gerstungen (für III. Bezirk); Geisa, Kaltennordheim, Lengsfeld, Vacha (für IV. Bezirk); Ostheim, Ilmenau (für die Exklaven),
- Landgericht Gera (für Reuß jüngerer Linie und den Neustädter Kreis von Sachsen-Weimar-Eisenach) mit den acht Amtsgerichten Gera, Hirschberg, Hohenleuben, Lobenstein, Schleiz (für Reuß j. L.); Auma, Neustadt an der Orla, Weida (für den Neustädter Kreis).

### Polizei

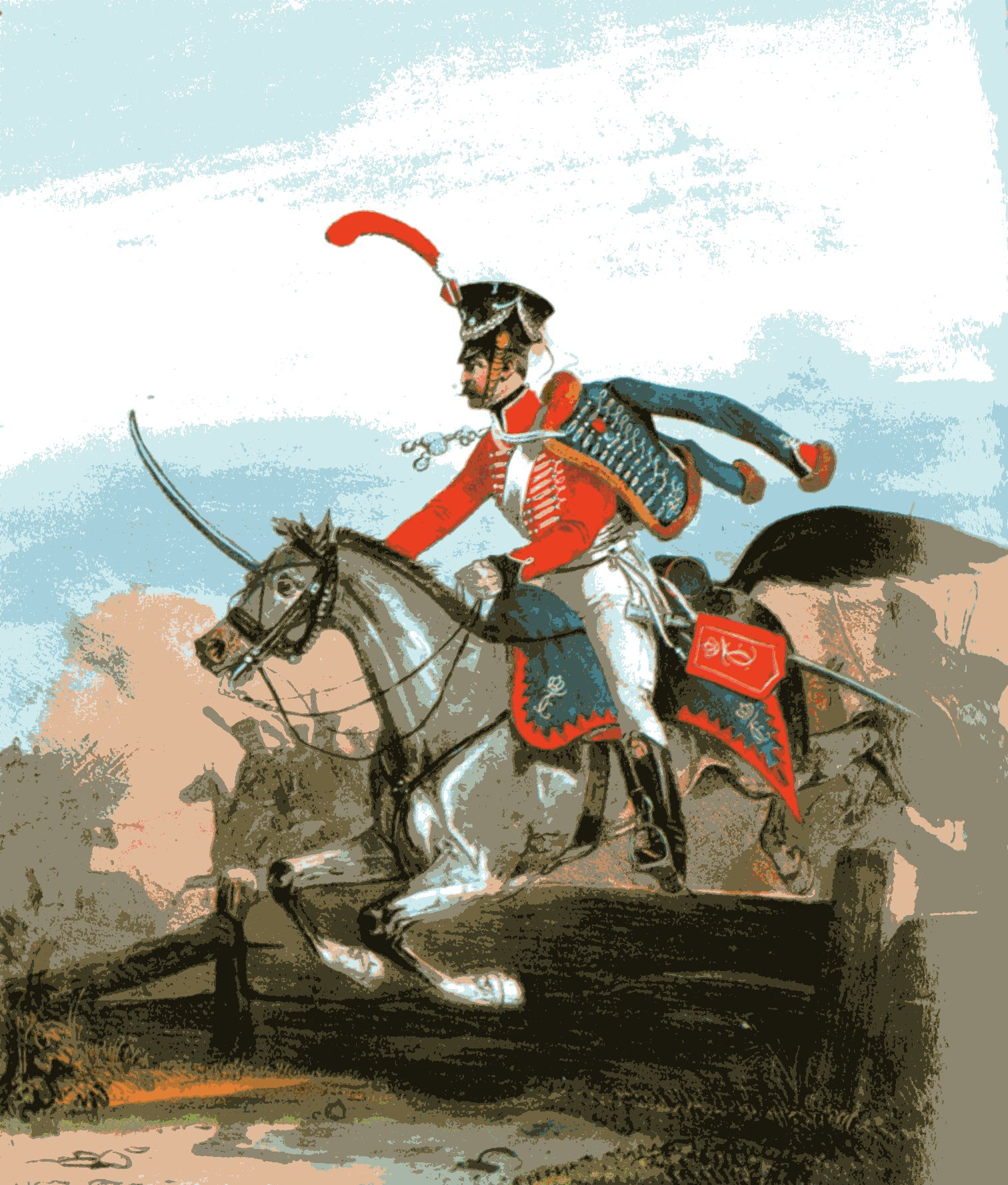
Korporal der Ordonnanz-Husaren des Großherzogtums Sachsen-Weimar-Eisenach um 1840. Sie wurden gleichzeitig als Gendarmerie verwendet. Die Uniformierung war der der preußischen Ziethen-Husaren nachempfunden

1847 wurde die Großherzogliche Gendarmerie aufgestellt. Bis dahin hatten bei Bedarf 24 Ordonnanzhusaren die unteren Polizeibehörden unterstützt. Vermutlich aufgrund der Militärkonvention mit Preußen (siehe unten) wurde das Gendarmeriekorps entmilitarisiert und unterstand ausschließlich den zivilen Behörden. Vermutlich wurde die Gendarmerie 1918 im Zuge der Novemberrevolution aufgelöst.

### Militär
Als Mitglied des Deutschen Bundes stellte das Großherzogtum ein Kontingent von 2010 Mann Infanterie und bildete das 4. und 5. Bataillon der Reservedivision des Bundesheeres. Es bestanden zwei Bataillone Infanterie, zwischen 1822 und 1829 auch zwei Schwadronen Dragoner und eine halbe Batterie Artillerie. 1831 kam zu jedem Bataillon eine Schützenkompanie, so dass jedes Bataillon fünf Kompanien besaß. Erst 1849 errichtete man das dritte Bataillon, wofür jedes bestehende eine Kompanie abgab. So entstand ein Regiment nach preußischem Vorbild mit drei Bataillonen zu vier Kompanien.
Nach der am 4. Februar 1867 mit Preußen abgeschlossenen Militärkonvention stellte das Großherzogtum im Deutschen Kaiserreich das 5. thüringische Infanterieregiment (Großherzog von Sachsen) Nr. 94, das zum 11. preußischen Armeekorps in Kassel gehörte, mit je einem Bataillon in Weimar, Eisenach und Jena.

### Amtliche Blätter
Im Land sind folgende amtliche Blätter erschienen:
- Gemäß herzoglicher Circular-Verordnung vom 17. Dezember 1810[14]
  - Weimarisches Wochenblatt (Digitalisat hier)

- Gemäß großherzoglichen Patents vom 18. März 1818[15]
  - Amtliche Wochenblätter
    - Weimarisches Wochenblatt (amtliches Blatt für den Weimarischen, Jenaischen und den Neustädter Kreis) (Digitalisat hier)
    - Eisenachisches Wochenblatt (amtliches Blatt für das Eisenacher Ober- und Unterland)

  - Großherzogl. S. Weimar-Eisenachisches Regierungs-Blatt (Digitalisat hier)

## Staatsoberhaupt
Das Staatsoberhaupt waren die Großherzöge von Sachsen-Weimar-Eisenach.
- 1775–1828: Karl August, Herzog 1758–1815, Großherzog 1815–1828
  - 1758–1759: Karl .I von Braunschweig, ad interim
  - 1759–1775: Anna Amalia, ad interim
- 1828–1853: Carl Friedrich
- 1853–1901: Carl Alexander
- 1901–1918: Wilhelm Ernst

## Regierungschef
Der Chef wurde Leitender Minister genannt.
- 1791–1819: Christian Gottlob von Voigt (1743–1819), ab 1794 Geheimer Rat, ab 1809 Staatsminister und ab 1815 Präsident des Staatsministeriums
- 1819–1843: Karl Wilhelm von Fritsch (1769–1851)
- 1843–1845: Ernst Christian August von Gersdorff (1781–1852)
- 1847–1870: Christian Bernhard von Watzdorf (1804–1870)
- 1870–1890: Gottfried Theodor Stichling (1814–1891)
- 1890–1899: Rudolf Gabriel von Gross (1822–1907)
- 1899–1908: Hans Lutze von Wurmb (1846–1907)
- 1908–1919: Arnold Paulssen (1864–1942)
- 1919–1920: August Baudert (1860–1942)

## Persönlichkeiten

### Herzöge
- Ernst August I., Sohn Johann Ernsts III. von Sachsen-Weimar, Herzog 1741–1748
- Ernst August II., Sohn Ernst Augusts I., Herzog 1748–1758
  - Friedrich III. von Sachsen-Gotha-Altenburg, Regent 1748–1755 (für Eisenach)
  - Franz Josias von Sachsen-Coburg-Saalfeld, Regent 1750–1755 (für Weimar)

### Weitere Persönlichkeiten
- Achatius Schmid (1725–1784), Kanzler seit 1776
- August Friedrich Karl von Ziegesar (1746–1813), Generallandschaftsdirektor
- Johann Wolfgang von Goethe (1749–1832), Geheimer Rat, Leiter der Finanz- und Wegebaukommission 1776–1786, Leiter der Kriegskammer 1782–1786, Verantwortlicher für Wissenschaft und Kultur seit 1788[16]
- Friedrich Ferdinand Constantin von Sachsen-Weimar-Eisenach (1758–1793), Prinz von Sachsen-Weimar-Eisenach und kursächsischer Generalmajor
- Friedrich von Müller (1779–1849), Kanzler 1815–spätestens 1829
- Georg Friedrich von Gerstenbergk (1778–1838), Kanzler in Eisenach 1829–1836
- Gustav Wittich (1783–1857), Kanzler 1837–1850
- Julius Appelius (1826–1900), Landtagspräsident, Landgerichtspräsident, Präsident der Landessynode
- Alfred Appelius (1858–1932), letzter Landtagspräsident im Großherzogtum

## Wirtschaft

### Landwirtschaft
Im Jahr 1895 waren 37,9 % der Erwerbstätigen in der Land- und Forstwirtschaft tätig, 38,9 % arbeiteten in der Industrie und 16,4 % waren Dienstleister.
Die Landwirtschaft war bis etwa 1900 der wichtigste Erwerbszweig im Großherzogtum. Insgesamt wurden 56 % der Staatsfläche landwirtschaftlich genutzt, darunter vor allem die Kreise Weimar und Neustadt sowie die Enklaven Allstedt und Oldisleben in der Goldenen Aue.
1895 wurden geerntet:
| Sorte       | Anbauflächen (km²) | Ertrag (t) |
| ----------- | ------------------ | ---------- |
| Futterrüben | 92                 | 152 400    |
| Gerste      | 276                | 41 900     |
| Hafer       | 334                | 39 600     |
| Heu         | 574                | 192 717    |
| Kartoffeln  | 225                | 232 200    |
| Roggen      | 295                | 33 300     |
| Weizen      | 216                | 27 100     |

Obst wurde vor allem im Saaletal in der Gegend um Jena und Bürgel angebaut. Nördlich von Jena, zwischen Dornburg und Camburg, wurde auch Weinbau betrieben.
Die Viehzucht war ebenfalls hochentwickelt. 1892 zählte man: 19 121 Pferde, 119 720 Rinder, 113 208 Schafe, 122 974 Schweine, 46 405 Ziegen und 16 999 Bienenstöcke. Wild gab es nur bei Eisenach, bei Zillbach (Rhön) sowie in der Enklave Ilmenau, wo sich am Gabelbach das größte herzogliche Jagdrevier befand. Die Waldungen im Großherzogtum waren etwa zu 50 % in staatlichem Besitz (450 km²). Die vorherrschenden Baumarten waren Buchen (im Weimarer Kreis), Kiefern (vor allem im Neustädter Kreis) und Fichten (im Eisenacher Kreis sowie um Ilmenau). Das Landesforstamt hatte seinen Sitz in Eisenach.

### Industrien
Die Industrien im Großherzogtum waren recht vielseitig entwickelt. So gab es in Bürgel und Ilmenau bedeutende Porzellanindustrie (insgesamt gab es landesweit 39 Fabriken). Glasindustrie gab es in Ilmenau und Jena (Schott). Die Glasherstellung war besonders auf technisches Glas (Messgeräte wie Thermometer aus Ilmenau) und optische Erzeugnisse aus Jena spezialisiert. 1846 gründete Carl Zeiss in Jena ein feinmechanisch-optisches Unternehmen, das sich sehr schnell zum Marktführer in Deutschland und der Welt entwickelte. 1917 hatte das Unternehmen bereits 10 000 Beschäftigte. 1889 wurde von Ernst Abbe die Carl-Zeiss-Stiftung gegründet, in die später die Unternehmen Carl Zeiss Jena und Schott Glaswerke überführt wurden. Große Bedeutung besaß auch die Textilindustrie, die besonders in Apolda (Strumpfwirkereien) und Neustadt an der Orla ansässig war. Weitere große Textilbetriebe befanden sich in Wenigenjena, Eisenach, Weida, Remda und Blankenhain. Insgesamt arbeiteten 1895 rund 7 000 Menschen in der Textilindustrie. Zentrum der Metallverarbeitung war zunächst Ruhla, in Eisenach wurde 1898 das erste Automobilwerk aufgebaut. Chemische Produkte (Farben) produzierte man ebenfalls in Eisenach. Eine große Pappmühle gab es in Oberweimar, Spielzeugfabrikation in Ilmenau, Korbflechtereien in der Kuppenrhön und Pfeifenschnitzerei in Geisa (Rhön). Im Großherzogtum bestanden 1895 insgesamt 257 Brauereien, die größten in Apolda und Ilmenau.

### Bergbau
Als Bergbauzentren im Thüringer Wald sind Ilmenau und Ruhla zu nennen. Um 1900 begann der Aufbau der Kaliindustrie im Werratal um Vacha und Berka/Werra. Zuvor bestanden bereits Salinen in Creuzburg und Bad Sulza.

### Handel
Die wichtigsten Warenumschlagsplätze waren Weimar und Eisenach. Hier hatten viele Banken ihre Filialen eröffnet. Mit Ausnahme der Enklaven Ostheim, Oldisleben und Allstedt gehörte das gesamte Territorium dem Thüringer Zoll- und Steuerverein an. Im Land gab es 1895 23 Sparkassen-Filialen, die Gesamteinlagen von etwa 40 Millionen Reichsmark verwalteten.

### Verkehr

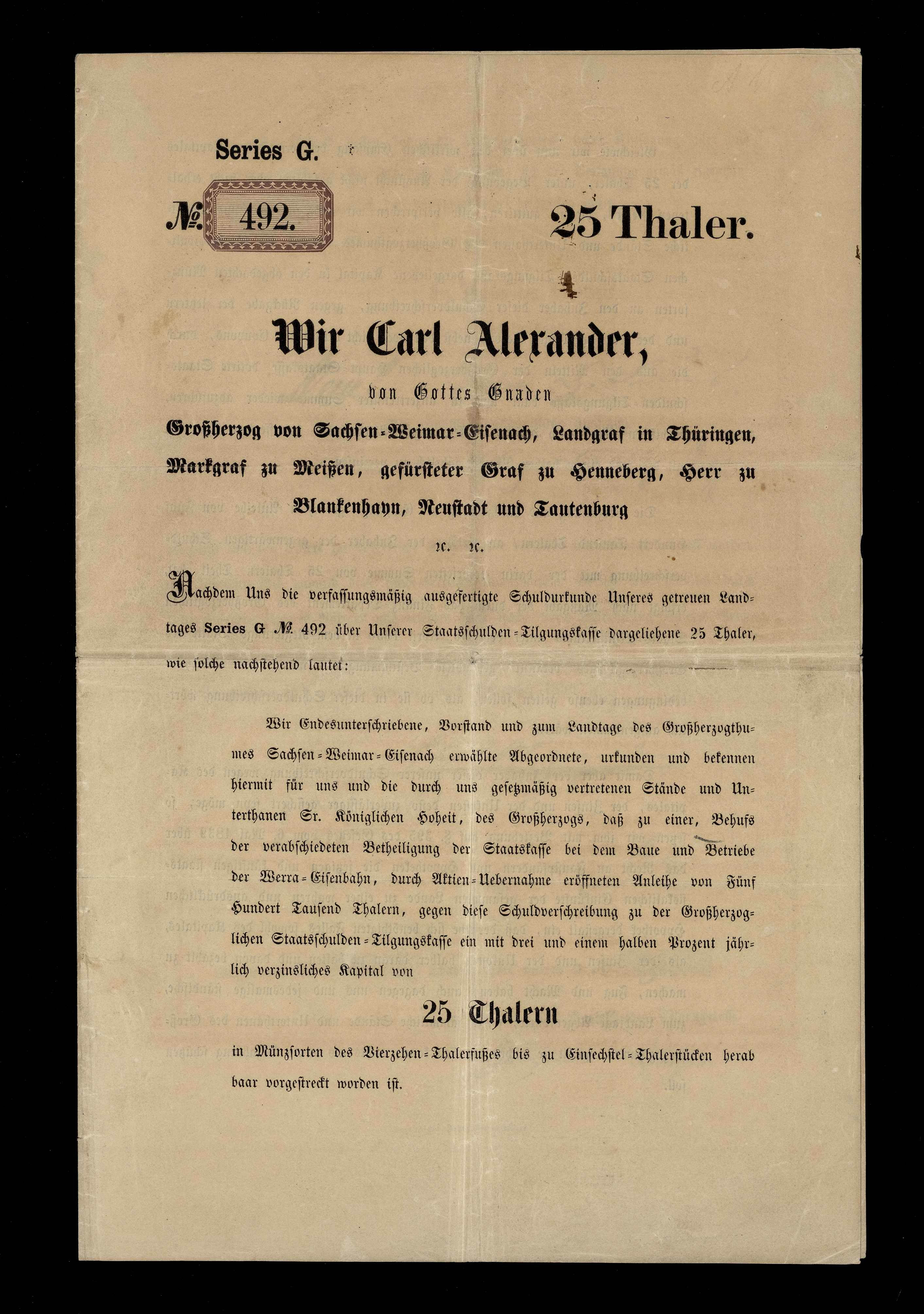
Schuldverschreibung des Großherzogtums Sachsen-Weimar-Eisenach vom 1. November 1856 zur Mitfinanzierung von Bau und Betrieb der Werra-Eisenbahn

Mit dem Bau zahlreicher Chausseen und Steinbrücken wurde nach 1820 begonnen und so der Überlandverkehr gefördert. Die Eisenbahn erreichte das Land 1846, als die Eisenbahnlinie von Weißenfels über Apolda nach Weimar eröffnet wurde. Wichtige Eisenbahnlinien waren daneben auch die Thüringer Stammbahn von Weimar über Erfurt und Gotha nach Eisenach, die 1847 in Betrieb ging. Der Süden des Eisenacher Kreises wurde 1858 von der Werrabahn erschlossen. 1871 folgte die Bahnstrecke Leipzig–Probstzella, die den Neustädter Kreis mit den Städten Weida und Neustadt erschloss. Die Saalbahn, die Jena mit Leipzig im Norden und Saalfeld im Süden verband, folgte 1874, 1876 wurde dann auch die Holzlandbahn Weimar–Jena–Gera eröffnet. Als im Jahre 1879 die Bahnstrecke Erfurt–Ilmenau fertiggestellt wurde, waren alle wichtigen Städte des Landes an das Eisenbahnnetz angeknüpft. Bis 1920 folgten noch zahlreiche Neben- und Kleinbahnstrecken (auch: Sekundärbahn), die dann die meisten Orte von über 2000 Einwohnern an das Bahnnetz anschlossen. Zunächst waren alle Bahnlinien in privater Hand bzw. gehörten Gesellschaften, bis die Preußische Staatsbahn begann die anderen Eisenbahngesellschaften aufzukaufen. Einige Privatbahnen aber, so die Weimar-Rastenberger Eisenbahn, blieben in privatem Besitz. Dem Staat Sachsen-Weimar-Eisenach gehörten bis 1920 die Ilmbahn (Weimar–Kranichfeld) und die Feldabahn in der Rhön. 1886 betrug die Länge der Staatschausseen 1913 Kilometer.

### Bildung
Im Staatsgebiet gab es eine Universität in Jena, die Sachsen-Weimar-Eisenach gemeinsam mit den anderen Thüringer Staaten finanzierte. In Weimar gab es verschiedene Kunst- und Musikschulen und in Ilmenau das Thüringische Technikum, eine technisch-naturwissenschaftliche Hochschule in privater Hand. Die 1805 zunächst in Ruhla gegründete Meisterschule für Forstleute wurde 1830 nach Eisenach verlegt und entwickelte sich dort bis zur Forstakademie, die bis 1915 bestand. Gymnasien gab es in Weimar, Eisenach und Jena, Realschulen in Weimar, Apolda, Jena, Eisenach, Neustadt und Ilmenau. Im Jahr 1895 gab es außerdem 462 Volksschulen, die jedem Bürger zumindest vier Jahre Grundbildung ermöglichten. Große Bibliotheken von je 200 000 Bänden wurden in Weimar und Jena unterhalten. Das Staatsmuseum des Landes war seit 1869 in Weimar untergebracht.